# Melksham Without
Melksham Without – civil parish w Anglii, w hrabstwie Wiltshire. Leży 41 km na północny zachód od miasta Salisbury i 141 km na zachód od Londynu.